# Proseč pod Ještědem
Proseč pod Ještědem è un comune della Repubblica Ceca facente parte del distretto di Liberec, nella regione omonima.